# Palais Działyński
Le palais Działyński à Poznań, en Pologne, est un palais baroque construit en 1773-1776. Le bâtiment présente un intérieur richement décoré en stuc de sa « salle rouge » et une façade classique décorée de sculptures. Le palais est aujourd'hui l'un des emplacements de la bibliothèque Kornik.